# Polyphylla gracilis
Polyphylla gracilis är en skalbaggsart som beskrevs av Horn 1881. Polyphylla gracilis ingår i släktet Polyphylla och familjen Melolonthidae. Inga underarter finns listade i Catalogue of Life.